# カナカ族

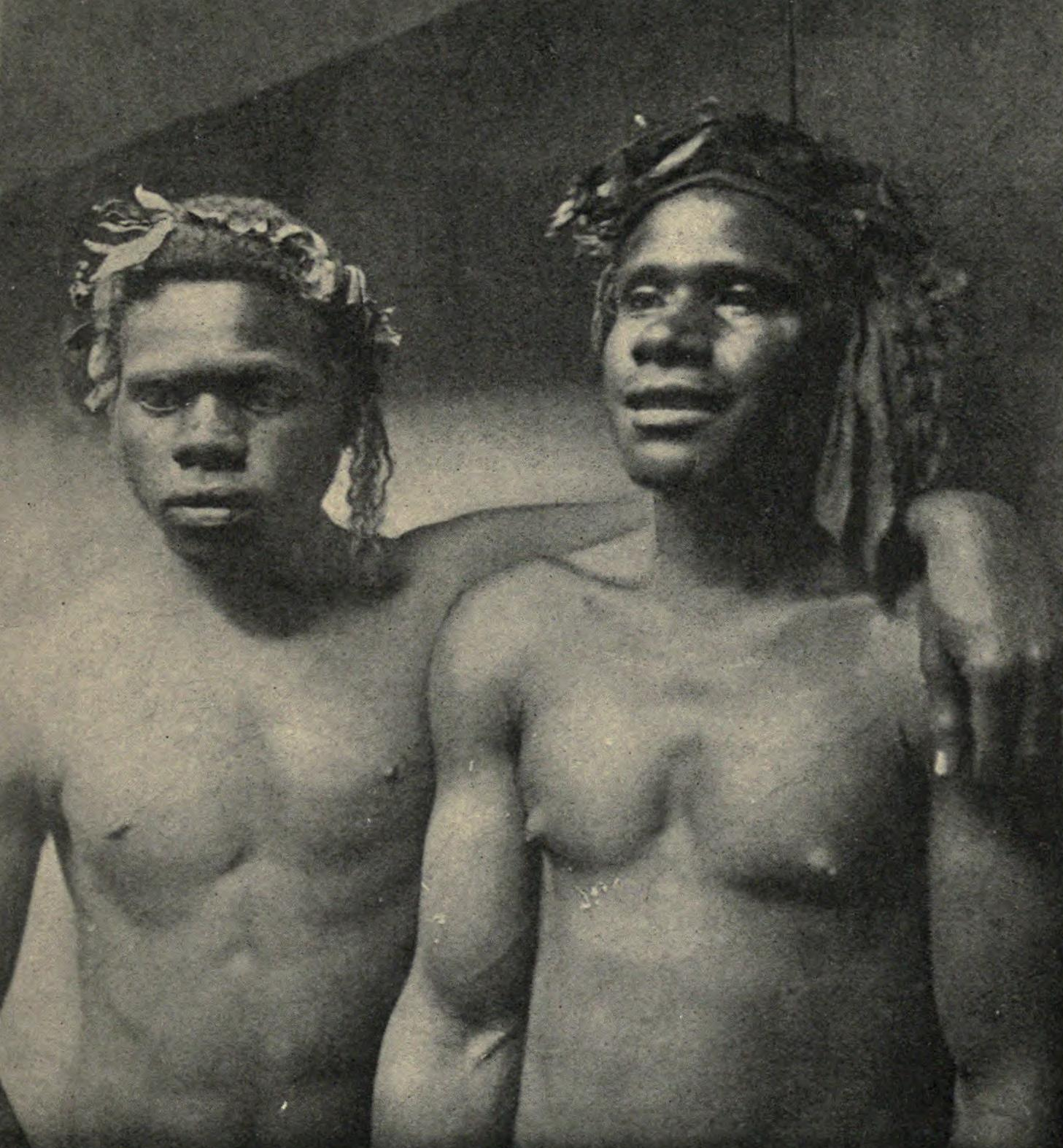
船員として雇用されたロイヤルティ諸島出身者。ニューカレドニアの海辺にて1906年以前の撮影とされる。ミクロネシア住民でないことに注意。

カナカ族 (カナカぞく、Kanakas) とは、パラオ、ミクロネシア、マーシャル諸島等の島々の住民を一般的に呼ぶ俗称。広義には、太平洋諸島の住民一般をさした。
ポリネシア語で「人」あるいは「男」を意味する「タガタ」（tangata）が音韻変化によりカナカとなった。
英語、特にオーストラリアでは、太平洋諸島からオーストラリアにつれてこられた労働者をさした。

## 主な居住地
- ミクロネシア
- ハワイ